# ポーク郡 (テキサス州)
ポーク郡（英: Polk County）は、アメリカ合衆国テキサス州にある郡。人口は5万0123人（2020年）。郡庁所在地はリヴィングストン。名称は、第11代アメリカ合衆国大統領のジェームズ・ポークに由来する。

## 地理
総面積は2,874 km2 (1,110 mi2 )。陸地面積は2,738 km2 (1,057 mi2)で、水面積は136 km2 (53 mi2)で全体の4.74%である。

## 人口動勢
以下は2000年の国勢調査における人口統計データである。
基礎データ
- 人口: 41,133人
- 世帯数: 15,119世帯
- 家族数: 10,915家族
- 人口密度: 15/km2 (39/mi2）
- 住居数: 21,177軒
- 住居密度: 8/km2 (20/mi2）

人種別人口構成
- 白人: 79.64%
- アフリカン・アメリカン: 13.17%
- ネイティブ・アメリカン: 1.74%
- アジア人: 0.38%
- 太平洋諸島系: 0.01%
- その他の人種: 3.74%
- 混血(2人種間以上の): 1.32%
- ヒスパニック・ラテン系: 9.39%

世帯と家族（対世帯数）
- 全世帯数: 15,119
- 18歳未満の子供がいる: 28.80%
- 結婚・同居している夫婦: 57.90%
- 未婚・離婚・死別女性が世帯主: 10.80%
- 非家族世帯: 27.80%
- 単身世帯: 24.60%
- 65歳以上の老人1人暮らし: 12.50%
- 平均構成人数
  - 世帯: 2.50人
  - 家族: 2.95人

年齢別人口構成
- 18歳未満: 22.90%
- 18-24歳: 8.10%
- 25-44歳: 26.80%
- 45-64歳: 24.20%
- 65歳以上: 18.00%
- 年齢の中央値: 39歳
- 性比（女性100人あたり男性の人口）
  - 総人口: 108.70人
  - 18歳以上: 109.50人

収入と家計
- 収入の中央値
  - 世帯: $30,495米ドル
  - 家族: $35,957米ドル
  - 性別
    - 男性: $30,823米ドル
    - 女性: $21,065米ドル
- 人口1人あたり収入: $15,834米ドル
- 貧困線以下
  - 対家族: 13.30%
  - 対人口: 17.40%
  - 18歳未満: 23.10%
  - 65歳以上: 12.30%

## 都市・町
- リヴィングストン（郡庁所在地）
- Corrigan
- Dallardsville
- Goodrich
- オナラスカ
- Moscow
- Seven Oaks
- West Livingston